# Ommata nigriventris
Ommata nigriventris là một loài bọ cánh cứng trong họ Cerambycidae.